# Ticoporo
Ticoporo est l'une des trois paroisses civiles de la municipalité de Antonio José de Sucre dans l'État de Barinas au Venezuela. Sa capitale est Socopó, chef-lieu de la municipalité.

## Géographie

### Démographie
Hormis sa capitale et chef-lieu de la municipalité, Socopó, la paroisse civile possède plusieurs localités dont :
- El Uno
- La Esmeralda
- Parcelamiento Anaro Medio
- Socopó